# Гунгіуомп
41°23′ пн. ш. 72°04′ зх. д. / 41.39° пн. ш. 72.06° зх. д.

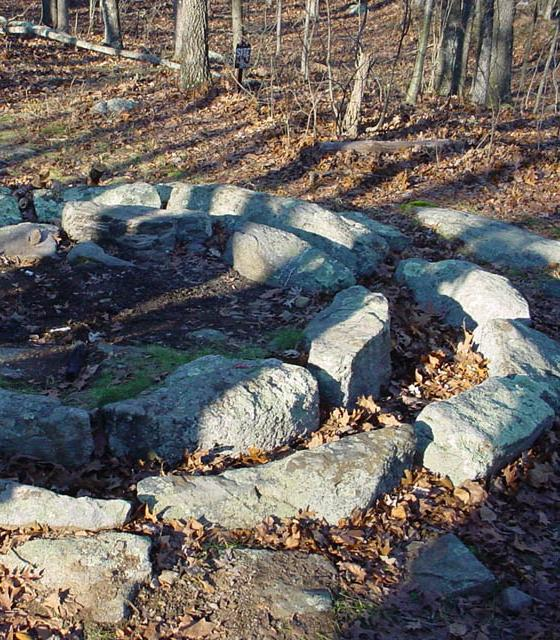
Гунгіуомпський кам'яний круг

Гунгіуомп, англ. Gungywamp — археологічна пам'ятка біля м. Гротон, штат Коннектикут, США. Тут виявлено кромлех (кам'яний круг), залишки індіанських і пізніших колоніальних споруд, а також артефакти, в основному архаїчного періоду (2000—770 років до Р.Х.). Серед численних руїн звертає на себе увагу кам'яна камера, мабуть, орієнтована на астрономічні події (рівнодення).

## Огляд
На території 404,7 м² виявлено численні артефакти різних історичних періодів, зокрема, залишки будинків, майстерень по виготовленню тканини і обробці заліза. Також виявлено декілька кам'яних камер, імовірно підвально-складських приміщень, з яких два збереглися практично неушкодженими. Крім того, як відмічає Державний археолог штату Коннектикут, Ніколас Беллантоні: «Гунгіуомп унікальний тим, що тут виявлено так багато (знахідок)».
Одне з «підвальних приміщень», відомих також як «календарні камери», має астрономічну особливість: внутрішній альков освітлюється під час рівнодень завдяки тому, що світло проникає через отвір у західній стіні і потрапляє на камінь з протилежного боку усередині невеликої, вуликовидної камери.
На деякому видаленні від цих споруд знаходиться кам'яний круг (кромлех), що складається з двох концентричних кіл, викладених з каменів, зовнішнім діаметром понад 3 м. Зовнішній круг складається з 12 валунів і має викривлену форму. На думку деяких археологів, це міг бути млин.
Ще далі знаходиться ряд вертикальних каменів, поставлених по лінії північ-південь, на одному з яких є витравлене зображення птаха з розпростертими крилами.

## Артефакти
Серед артефактів індіанського періоду, виявлених у Гунгіуомпі, — наконечники стріл, кам'яні відщепи і фрагменти кераміки. Артефакти колоніального періоду включають: кераміку, порцеляну, ґудзики, монети, пляшкове і шибкове скло, посуд, курильні трубки, цеглу і кістки тварин. Про призначення кам'яних споруд по артефактах судити неможливо, оскільки знайдені артефакти неможливо асоціювати з ними.

## Кам'яні камери
Призначення і датування кам'яних камер доки не встановлені, хоча з високою імовірністю вони могли бути споруджені європейськими колоністами. Серед інших версій: раби колоніальних часів, або місцеві індіанські племена, пеквоти або мохегани. Висловлювалася і напівфантастична версія про те, що споруду могли збудувати ірландці, що нібито відвідували Америку до Колумба, оскільки по архітектурних особливостях воно нагадує споруди Середньовічної Ірландії.

## Інші американські мегаліти
- Американський Стоунхендж
- Кам'яні споруди Блафф-Пойнт
- Оулі-Гіллз